# Puerto Escondido International Airport
Puerto Escondido International Airport är en flygplats i Mexiko.   Den ligger i kommunen San Pedro Mixtepec -Dto. 22 - och delstaten Oaxaca, i den sydöstra delen av landet, 500 km sydost om huvudstaden Mexico City. Puerto Escondido International Airport ligger 89 meter över havet.
Terrängen runt Puerto Escondido International Airport är kuperad åt nordost, men söderut är den platt. Havet är nära Puerto Escondido International Airport åt sydväst. Runt Puerto Escondido International Airport är det glesbefolkat, med 9 invånare per kvadratkilometer. Närmaste större samhälle är Puerto Escondido, 1,5 km sydost om Puerto Escondido International Airport. Omgivningarna runt Puerto Escondido International Airport är en mosaik av jordbruksmark och naturlig växtlighet.